# Vrahovice
Vrahovice (v čuháckém nářečí Brahovice, německy Wrahowitz) jsou severovýchodní místní částí  Prostějova v Olomouckém kraji. Žije zde přibližně 3 400 obyvatel. Ve Vrahovicích se slévají říčky Romže a Hloučela, které tvoří říčku Valová. Nejvyšším bodem je kóta 266 m, lidově zvaná Vrbatecký kopec či Vrbák. K prvnímu čtyřletému připojení k Prostějovu došlo v roce 1950. Definitivní připojení nastalo v roce 1973 spolu s Čechůvkami.
Ve Vrahovicích se nachází kostel sv. Bartoloměje, dále pošta (PSČ 798 11), základní škola, několik hostinců, železniční zastávka a arboretum.

## Název
Jméno vesnice bylo původně pojmenováním jejích obyvatel: Vrahovici. Možný původ tohoto obyvatelského pojmenování je dvojí: Pravděpodobnější je, že bylo odvozeno od osobního jména Vrah totožného s obecným vrah, jehož starší význam byl především „nepřítel“. V takovém případě by pojmenování obyvatel znamenalo „Vrahovi lidé“. Vyloučit se nedá ani odvození od starobylého zeměpisného pojmu vrah - „vyvýšenina“ dochovaného v místních jménech Vráž, Vražné apod. Význam obyvatelského jména by pak byl „lidé sídlící na vrahu“.

## Historie

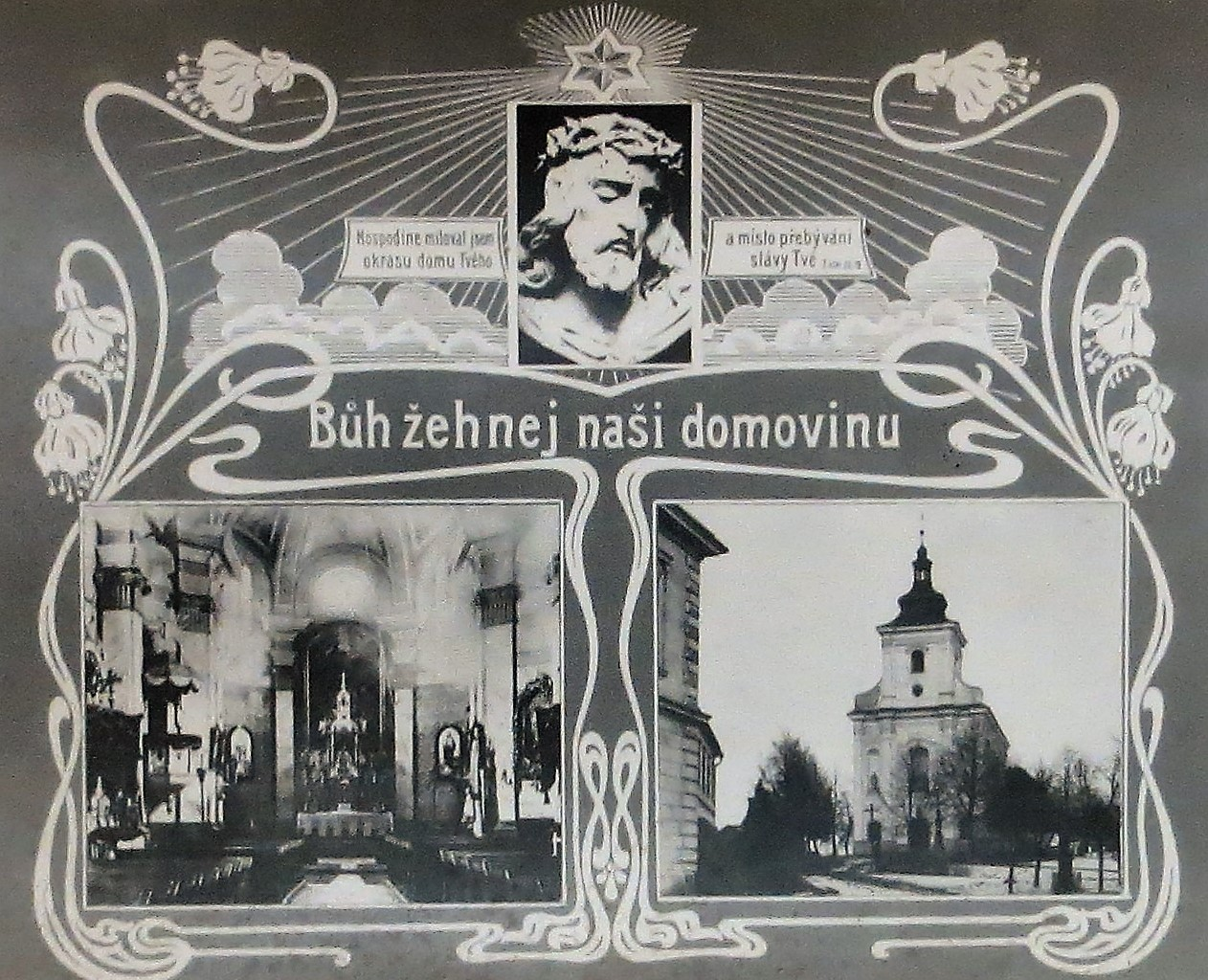
Dobový pohled na kostel

První písemná zmínka pochází z roku 1337. První kostel je zmiňován v roce 1360. Tento kostel v roce 1586 při požáru obce vyhořel. Hned poté byl postaven nový, který byl používán až do roku 1831, kdy byl zbourán a nahrazen novým. Ten dal na vlastní náklad postavit v letech 1831–1836 Jan Josef hrabě Seilern, majitel kralického panství, ke kterému patřily i Vrahovice.
V těsné blízkosti Vrahovic stávala obec Trpenovice (dnešní Trpinky), která byla po roce 1466 připojena k Vrahovicím a dnes tvoří její nedílnou součást. Poblíž Vrahovic stávala i vesnice Rakousky, která je poprvé zmiňována v roce 1356 a zanikla na konci 15. století.
V minulosti patřily Vrahovice několika panským rodům. Posledními majiteli se stali Seilernové, když Jan Bedřich svobodný pán ze Seilernu koupil Vrahovice spolu s Kralicemi na Hané a několika vískami (Kralické panství) v roce 1725 za 117 000 zlatých.
Po zrušení panského zřízení se stal prvním starostou Jan Frébort. Největší rozvoj zažila obec Vrahovice v dobách první republiky a v prvních letech po druhé světové válce, kdy byl starostou Josef Stříž. Tehdy byly postavena silnice do Prostějova a do Vrbátek, postaveny mosty přes Hloučelu a Romži, vysazen obecní sad a vystavěna radnice.
V roce 1925 došlo u Vrahovic k letecké nehodě. Nadporučík Otto Bayer zjistil, že jeho dvouplošník nefunguje a pokusil se nouzově přistát u Vrahovic. Letadlo se zarylo do pole. Pilot nebyl zraněný a letadlo bylo po částech odvezeno do Prostějova.
Za druhé světové války odešli tři občané Vrahovic bojovat v RAF: Alois Dvořák, Adolf Podivínský a František Vrbka. Nacisté postavili na Vrbateckém kopci nad Vrahovicemi pozorovatelnu, kterou používali k hlídání železniční trati Prostějov–Olomouc. Po válce byl ve Vrahovicích Okresním národním výborem v Prostějově zřízen internační tábor pro Němce, kteří měli být odsunuti z okresu Prostějov.
Dříve samostatná obec byla v roce 1950 připojena k Prostějovu a v roce 1954 se odtrhla. Roku 1960 se spojila se sousedními Čechůvkami, k Prostějovu byla definitivně připojena roku 1973. V průběhu 90. let 20. století se objevovaly hlasy pro odtržení od Prostějova, k tomu ale nedošlo.
Dne 9. prosince 2004 došlo ve Vrahovicích k železničnímu neštěstí. Vojáci vracející se z cvičení se srazili s projíždějícím vlakem na železničním přejezdu vedle stanice Vrahovice. Nehoda si vyžádala pět mrtvých, dalších osm lidí bylo zraněno. Vedle místa tragédie byl postaven malý pomník.

### Vrahovice místní částí Prostějova

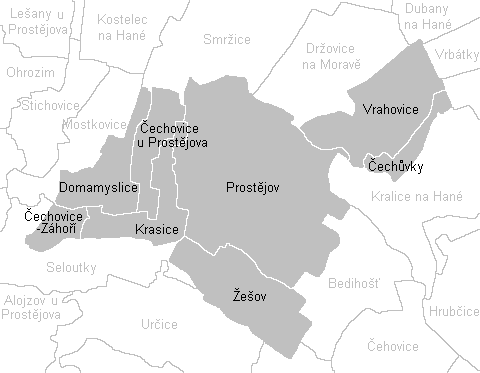
Vrahovice v rámci Prostějova

V době nacistické okupace Prostějov tlačil na připojení Vrahovic k Prostějovu. Tehdy si uhájily samostatnost. Další návrhy na připojení Vrahovic byly činěny v letech 1946–1947, ale představitelé obce s tím opět nesouhlasili a nepovažovali to za výhodné. K připojení došlo až po komunistickém převratu, kdy bylo možné rozhodovat shora bez souhlasu obcí. V roce 1950 rozhodl Okresní národní výbor Prostějov o připojení k Prostějovu. V roce 1954 byly Vrahovice rozhodnutím Krajského národního výboru opět osamostatněny. V roce 1973 byly Vrahovice znovu připojeny k Prostějovu. V 90. letech a po roce 2000 sílila nespokojenost obyvatel Vrahovic a sousedních Držovic. V obou městských částech se projevovala touha po znovuobnovení samostatnosti, byly kritizovány nedostatečné investice, přehlížení ze strany představitelů města a malá možnost ovlivnit dění. Představitelé města naopak argumentovali tím, že do těchto částí se má v budoucnu investovat. V roce 2006 se Držovice po referendu osamostatnily, ve Vrahovicích se referendum nekonalo a zůstaly částí Prostějova.

## Poloha a geografie
Vrahovice jsou vesnicí podélného typu, ležící ve východní části města Prostějov. Místní část se rozkládá na obou březích říčky Romže. Na západě jsou ohraničeny říčkou Hloučela, která se spolu s Romží ve Vrahovicích stýká ve Valovou. Na řece Hloučele se nachází Pivovarský rybník, ležící blízkosti estakáda Haná. Vrahovice se nacházejí v nadmořské výšce 220 m n. m., nejvyššího bodu dosahují v kótě 266 m n. m. lidově zvané Vrbatecký kopec či Vrbák. Ze severu jsou Vrahovice lemovány železniční tratí z Prostějova do Olomouce. Asi kilometr na západ od Vrahovic prochází dálnice D46. Obcí vede silnice II/150, která za Čechůvkami pokračuje směrem na Přerov. Směrem z Držovic vstupuje ze severovýchodu cyklotrasa číslo 5042, ta za Čechůvkami míří do Kralic na Hané.
Katastr sousedí s katastrálními územími Prostějov na západě, Držovice na Moravě na severozápadě, Dubany na Hané na severovýchodě, Vrbátky na severovýchodě, Štětovice na východě a Čechůvky na jihovýchodě.

## Přírodní poměry

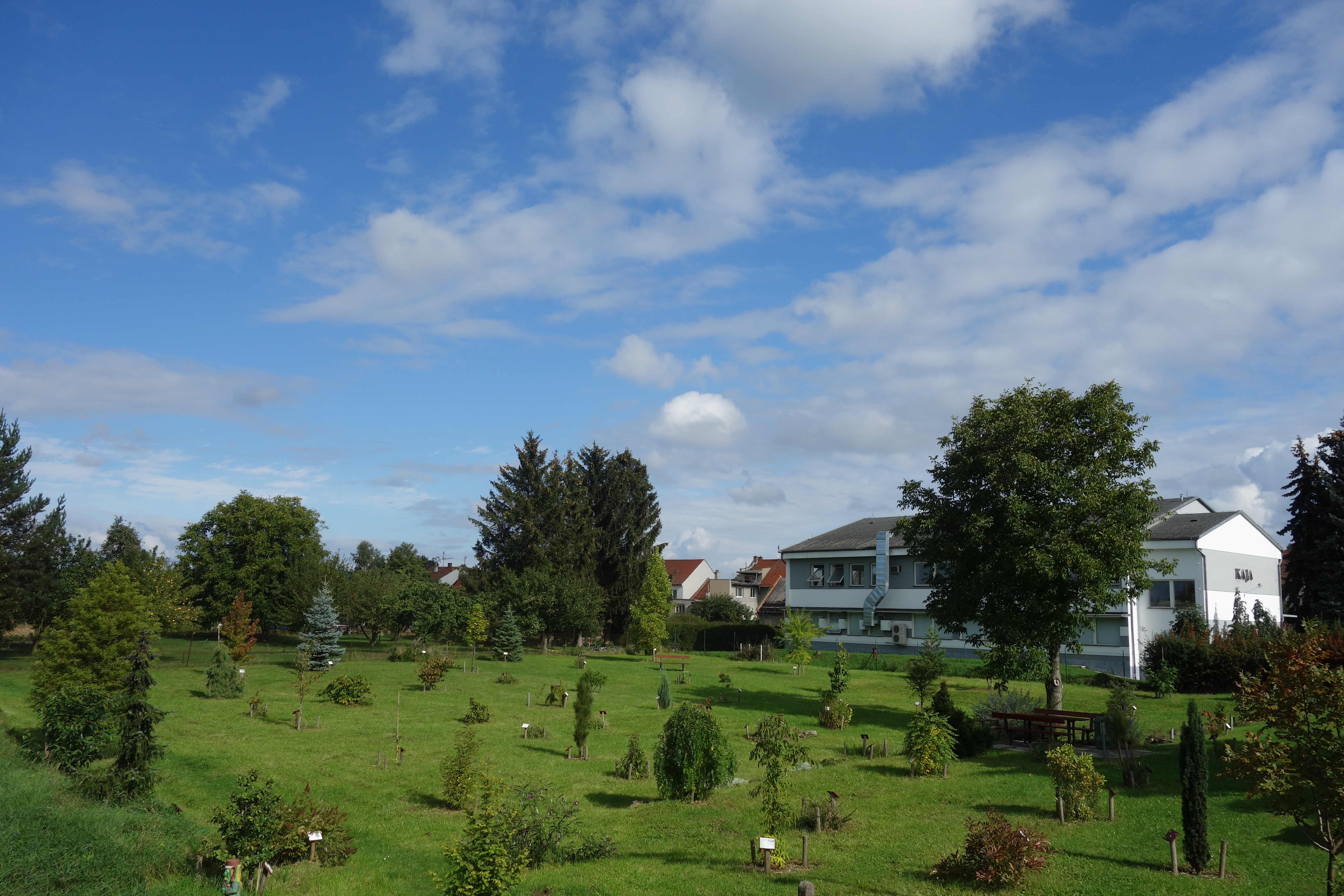
Arboretum Vrahovice

Podnebí je mírné kontinentální. Podle Quittovy klasifikace podnebí se celé okolí Vrahovic řadí do oblasti T2. Průměrná teplota je 19–20 °C, průměrná lednová teplota -2 °C. Velmi úrodná půda – černozem, umožňuje intenzivní zemědělské hospodaření. Z nerostného bohatství má význam pouze cihlářská hlína. Kvůli průmyslovým podnikům a dopravě je špatná kvalita ovzduší. V letech 1952–1965 ve Vrahovicích existovala přírodní rezervace Úvozy nad Vrahovicemi.
V letech 2010–2015  bylo vybudováno Spolkem za staré Vrahovice Arboretum Vrahovice. Zaměřuje se na stromy Evropy, Asie a Severní Ameriky.

## Hospodářství

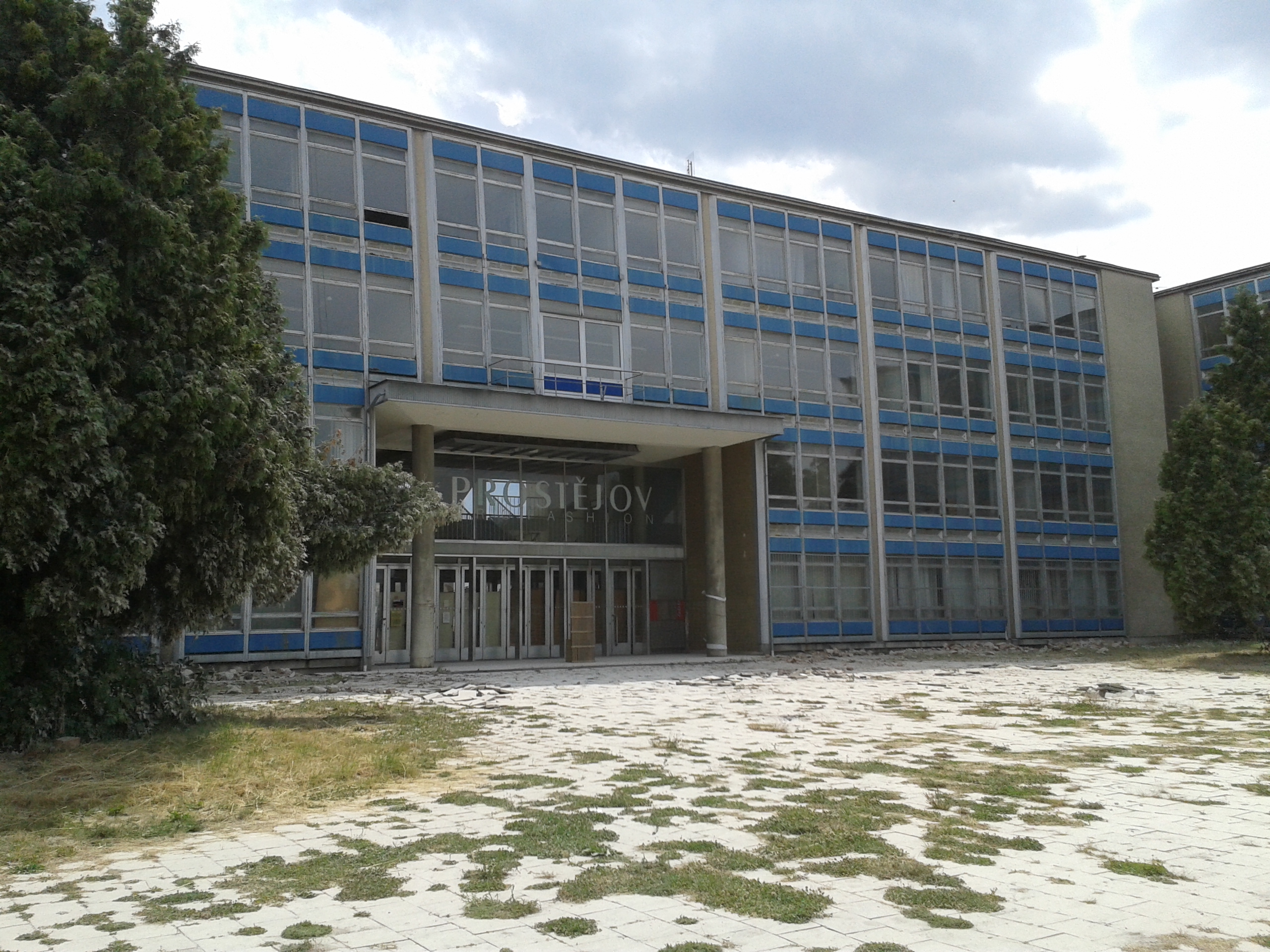
Bývalá budova Oděvního podniku Prostějov

Od přelomu devatenáctého a dvacátého století došlo k nástupu průmyslu. Prvním významnějším podnikem byla cihelna, která fungovala mezi lety 1901–1963. Během padesátých let dvacátého století se realizovala nucená kolektivizace, v jejímž průběhu vzniklo JZD Vrahovice, které funguje dodnes jako ZD Vrahovice. V šedesátých letech 20. století byl na území Vrahovic postaven areál Oděvního průmyslu (OP), který se však při následných změnách hranic katastrálních území dostal na území Prostějova. K roku 2023 působí na území městské části několik průmyslových závodů (například AMF Reece, Bernhardt Fashion, Malotraktory Robot-Tip, AVS – Výherní automaty a jiné).

## Doprava
Vrahovice jsou napojeny na prostějovskou městskou hromadnou dopravu, kterou provozuje společnost FTL. Do Vrahovic jezdí autobusová linka číslo 5. Vrahovicemi prochází i několik dálkových autobusových linek. Vrahovice jsou napojeny i na vlakovou dopravu. Obcí prochází železniční trať Nezamyslice–Olomouc.

## Demografie

### Struktura
Vývoj počtu obyvatel za celou obec i za její jednotlivé části uvádí tabulka níže, ve které se zobrazuje i příslušnost jednotlivých částí k obci či následné odtržení.
| Místní části   | Místní části   | 1869 | 1880 | 1890 | 1900 | 1910 | 1921 | 1930 | 1950 | 1961 | 1970 | 1980 | 1991 | 2001 | 2011 |
| -------------- | -------------- | ---- | ---- | ---- | ---- | ---- | ---- | ---- | ---- | ---- | ---- | ---- | ---- | ---- | ---- |
| Počet obyvatel | část Vrahovice | 767  | 753  | 775  | 955  | 1352 | 1536 | 1760 | 2783 | 2897 | 2571 | 3221 | 3307 | 3402 | 3330 |
| Počet domů     | část Vrahovice | 116  | 135  | 148  | 159  | 203  | 255  | 319  | 565  | 589  | 585  | 640  | 744  | 753  | 798  |

## Školství a kultura

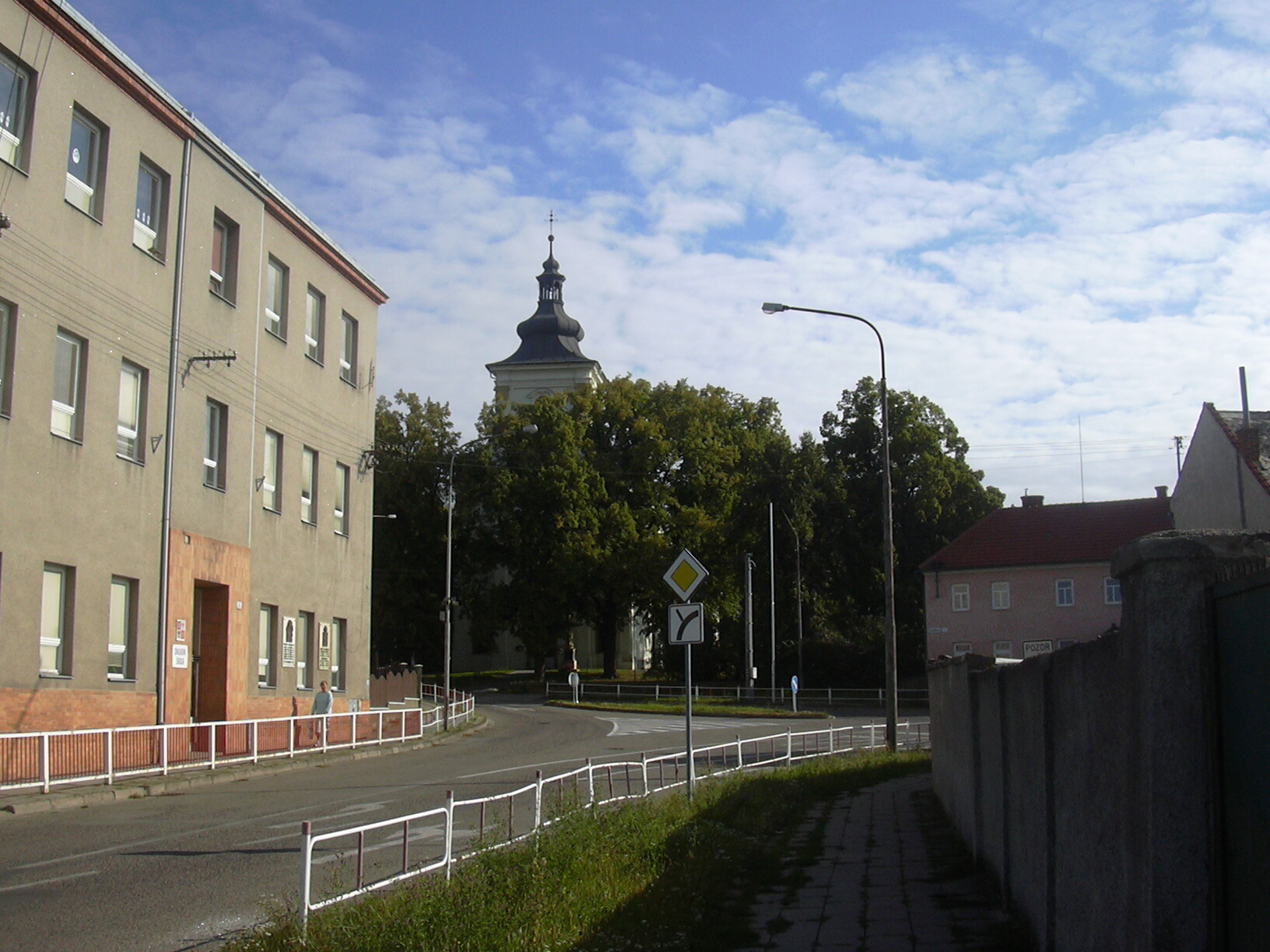
Jedna z budov ZŠ Majakovského

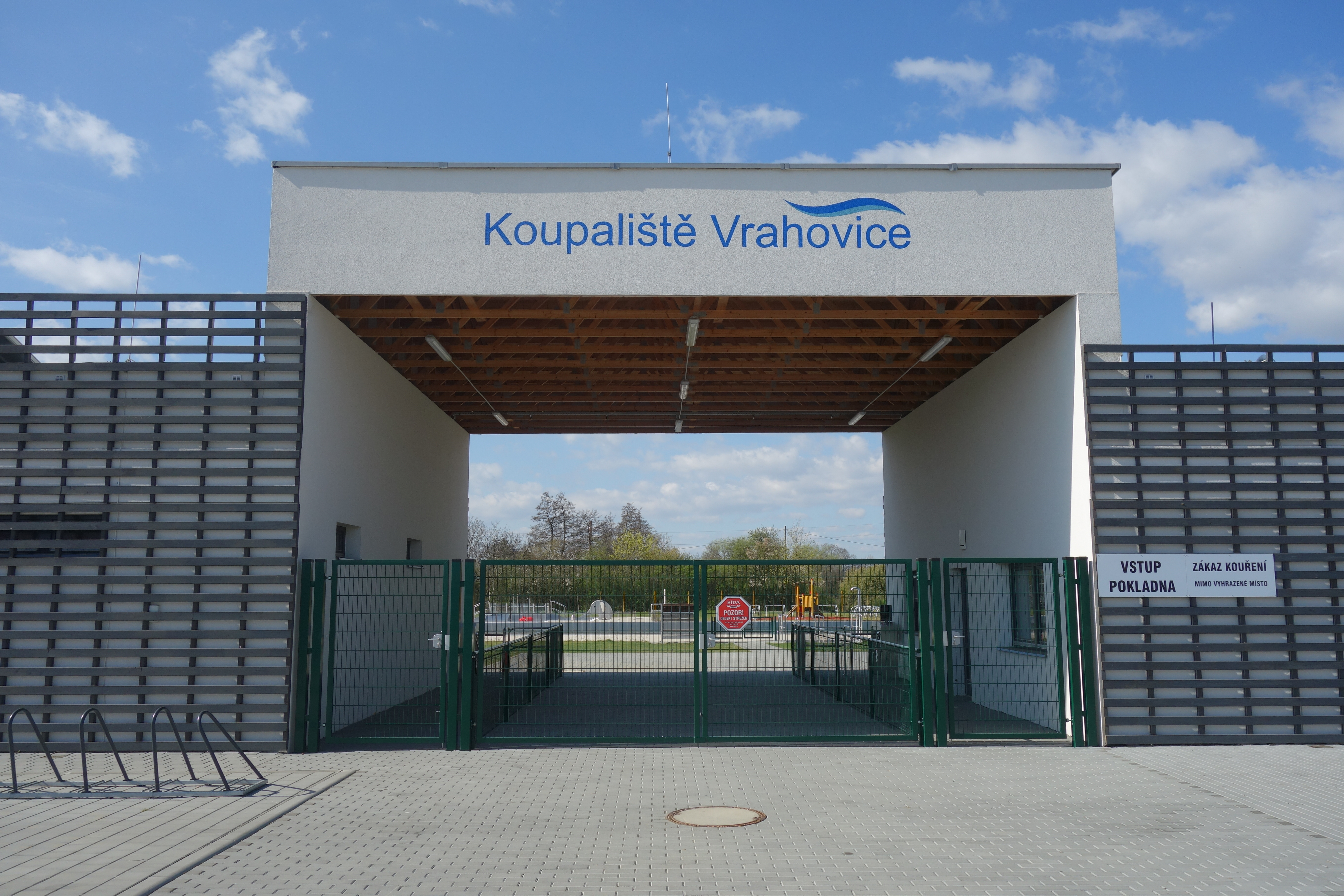
Koupaliště

Škola byla ve Vrahovicích zřízena v roce 1822.
V roce 1884 byla postavena současná budova základní školy, která pod názvem Základní škola Prostějov, ul. Vl. Majakovského funguje dodnes. Původně měla budova školy jen přízemí a patro, v roce 1937 byla rozšířena o další patro. V roce 1984 byla postavena druhá budova školy, ta byla ale brzy po svém otevření z hygienických důvodů uzavřena a znovu byla používána od roku 1986. V roce 2002 byla přistavěna nová tělocvična. V roce 2012 byla druhá budova školy zbořena a na jejím místě postavena nová školní budova. Starší budova školy zatím stále čeká na rekonstrukci.
Kromě základní školy zde působí ještě mateřská škola na Smetanově ulici.
V roce 1929 bylo vybudováno koupaliště, které v roce 2018 prošlo rozsáhlou rekonstrukcí. Areál disponuje padesátimetrovým bazénem, občerstvením, brouzdalištěm pro děti a převlékárnou.

### Spolky
Nejstaršími spolky ve Vrahovicích byly Čtenářsko-pěvecký spolek Sušil (1871) a Čtenářsko-pěvecký spolek Svatopluk (1875). Největší rozmach zažívaly spolky v době První republiky, kdy v obci působil Sbor dobrovolných hasičů, Sokol, Orel, Odbor Národní jednoty, sportovní klub S. K. Vrahovice, Spolek domkařů a malorolníků Domovina, Místní jednota republikánského dorostu a Odbor pro zájmy venkovských žen.
V obci působí sbor dobrovolných hasičů kategorie JPO II. První ustanovující chůze se konala již v roce 1892. Hasičská zbrojnice prošla v roce 2019 rekonstrukcí, kdy bylo vylepšeno zejména zázemí pro výjezdovou techniku. Sbor je mimo jiné vybaven automobilovou cisternovou stříkačkou MAN a dopravním automobilem Ford.
Dále zde působí:
- Sokol – založen 1913[61]; oddíly fotbalový, volejbalový, floorbalový a šachový. Kromě těchto sportů Sokol Vrahovice založil v době první republiky koupaliště, které provozoval až do roku 2018, kdy jej převzala Domovní správa Prostějov[62][63][61]
- Spolek za staré Vrahovice – založen 2003, věnuje se lokální historii, ochraně životního prostředí a propagaci Vrahovic. Vybudoval Arboretum Vrahovice.[64]
- Vrahovická dračí jednotka, z. s.[65] – založena 2013. Jedná se o sportovní tým dračích lodí, který má dva oddíly – Vrahovická sací jednotka a Vrahovická sací jednotka Women.
- Naše Vrahovice, z. s.[66] – založen 2015, hlavní náplní spolku je hájit zájmy Vrahovic
- Street Workout Vrahovice, z.s.[67] – založen 2019

Mimo tyto oficiálně zaregistrované spolky v obci působí ještě jeden další, který nemá právní subjektivitu: rybářské sdružení „Nemary“, jehož název vznikl jako akronym za NEbereme MAlé RYby.

## Památky

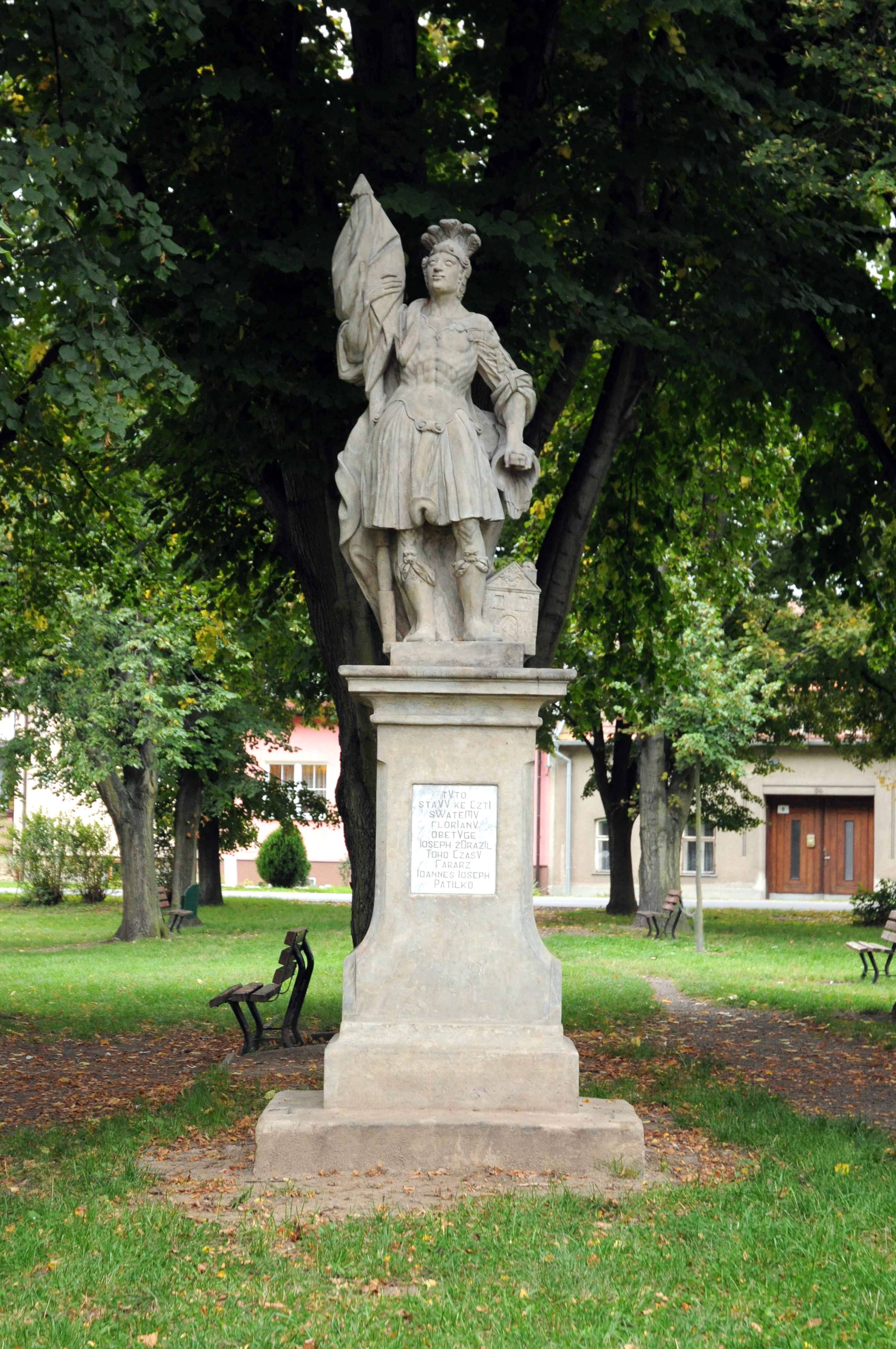
Socha sv. Floriána v parku v Trpinkách, Vrahovice

- Kostel svatého Bartoloměje z let 1831–1837 se zvony z roku 1586[68]
- Římskokatolická fara[69]
- Kříž před kostelem[70]
- Barokní kříž za kostelem[71]
- Kříž na hřbitově[72]
- Kříž na Vrahovické ulici[73]
- Pomník obětem první světové války[26]
- Vila nadučitele Kyselého[74]
- Socha sv. Floriána[75]
- Pieta na rohu Smetanovy ulice[76]
- Socha sv. Jana Nepomuckého u kostela[77]
- Boží muka v polích pod vrbami
- Kříž v trati k Zápovědi[78] – přesunutý do Trpinek na ulici Jaselská
- Cihelna z roku 1901[42]
- Pamětní desky čs. legionářům a vojákům z druhé světové války – na budově ZŠ Majakovského[26]
- Pomník obětem dopravní nehody – u železničního přejezdu[26]

V obci stával ještě památník scelování z konce 20. let 20. století a socha sv. Jana Sarkandera z 18. století.

### Památné stromy
Ve Vrahovicích se nacházejí dva státem chráněné památné stromy:
- Lípa u Sarkandera – v pásu zeleně lidově nazývaném U Sarkandera, protože na tomto místě stávala socha sv. Jana Sarkandera[80]
- Střížova lípa – u křížení ulic Sokolovská a Kyjevská, je pojmenována po starostovi Vrahovic Josefu Střížovi, který bydlel poblíž a pod touto lípou rád sedával a kouřil fajfku[80]

## Rodáci

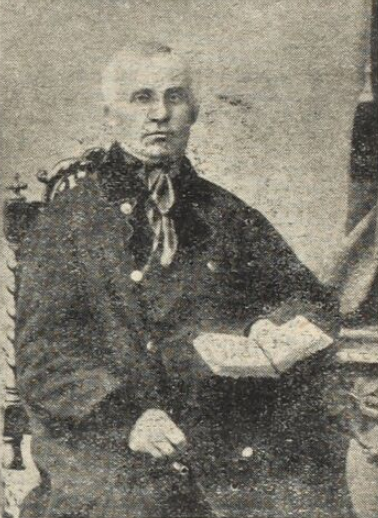
Jiří Frébort

- Jan Effenberg (1832–1908), sbormistr
- Arnošt Faltýnek (1906–1991), herec
- Jiří Frébort (1807–1883), poslanec „revolučního“ Moravského zemského sněmu v roce 1848[81]
- Josef Nedělník (1850–1931),[82] stavitel, společně s Rudolfem Konečným (1856–1928) vedl prostějovskou stavební firmu Konečný & Nedělník
- Eduard Peck (1857–1931), učitel a vlastivědný pracovník
- Adolf Podivínský (1916–1942), palubní střelec na bombardérech 311. československé bombardovací perutě RAF.[83]
- Josef Šimoník (1941–2006), chemik specializující se na polymery
- Jan Šverdík (1938–2004), starosta Prostějova v letech 1994–1998
- Miloš Marek (* 1939), chemik
- Bedřich Tylšar (* 1939), světoznámý hráč na lesní roh
- Zdeněk Tylšar (1945–2016), světoznámý hráč na lesní roh
- Rostislav Václavíček (1946–2022), fotbalista, mistr čs. ligy a olympijský vítěz
- Miloš Vymazal (* 1943), oční lékař a vysokoškolský pedagog

### Ve Vrahovicích žili a pracovali
- Bohumír Josef Hynek Bilovský (1659–1725), spisovatel a homiletik, v letech 1701–1702 administrátor vrahovické farnosti[84]
- Alois Dvořák (1916–1941), válečný stíhací pilot, člen 310. československé stíhací peruti RAF.
- Eva Hacurová (* 1993), herečka

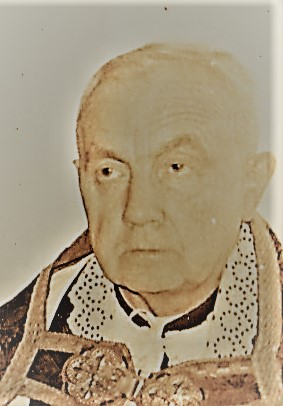
P. Josef Střída

- P. Josef StřídaMartin Hájek (* 1986), historik a knihovník
- Zdeněk Hajský (1926–2012), fotbalista, začínal jako mládežnický hráč za SK Vrahovice
- František Kopečný (1909–1990), lingvista, zabývající se etymologií a dialektologií
- Bořivoj Karel Kyselý (1875–1960), římskokatolický kněz, vysvěcen 1898, vysoko- a středoškolský pedagog, v letech 1935–1960 v důchodu vypomáhal při duchovní správě ve farnosti
- František Antonín Nedoman (1690–1765), katolický kněz, teolog a překladatel, v letech 1716–1720 vrahovický farář.[85]
- Václav Otáhal (1908–1942) – katolický kněz, rodák z Horní Moštěnice, kaplanem ve Vrahovicích v letech 1933–1935. Zatčen nacisty v Drahotuších 1. září 1939 v rámci Akce Albrecht I. Zemřel v koncentračním táboře Dachau 1. prosince 1942 na následky flegmóny.[86] Jeho jméno je uvedeno v seznamu českých katolických kněží a řeholníků perzekvovaných nacistickým režimem.
- Josef Střída (1909–1998), římskokatolický kněz,[87] rodák z Vojnic, vysvěcen roku 1934. V letech 1950–1952 vězněn komunisty, v letech 1955 až 1997 duchovní správce farnosti.
- František Vrbka (1924–1943), účastník západního zahraničního odboje, člen Operace Bronse.

## Odraz v kultuře
- Jiří Bigas vydal knihu Vrahovice 119, která se odehrává v Sudetech.[88] Název obce Vrahovice si vzal jako inspiraci.
- Vrahovice jsou jako název obce zmiňovány i v románu Jana Procházky Přestřelka.[89]
- V roce 2015 začal podle scénáře Luboše Baláka vznikat komediální rozhlasový pořad na pokračování Dvojdomek ve Vrahovicích.[90]
- V roce 2022 vyšel první díl Dvojdomku ve Vrahovicích i v knižní podobě.[91]

## Galerie

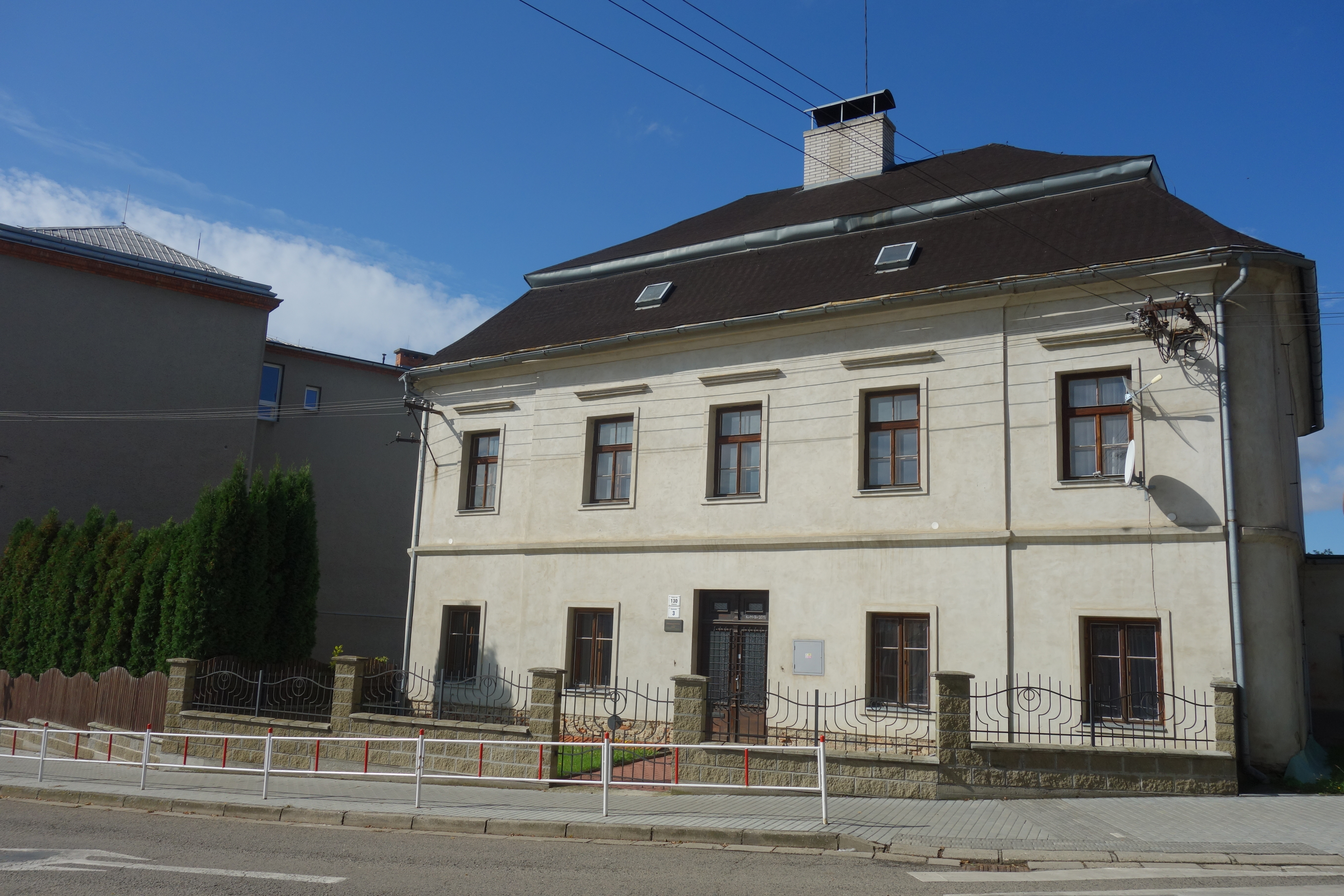
Římskokatolická fara
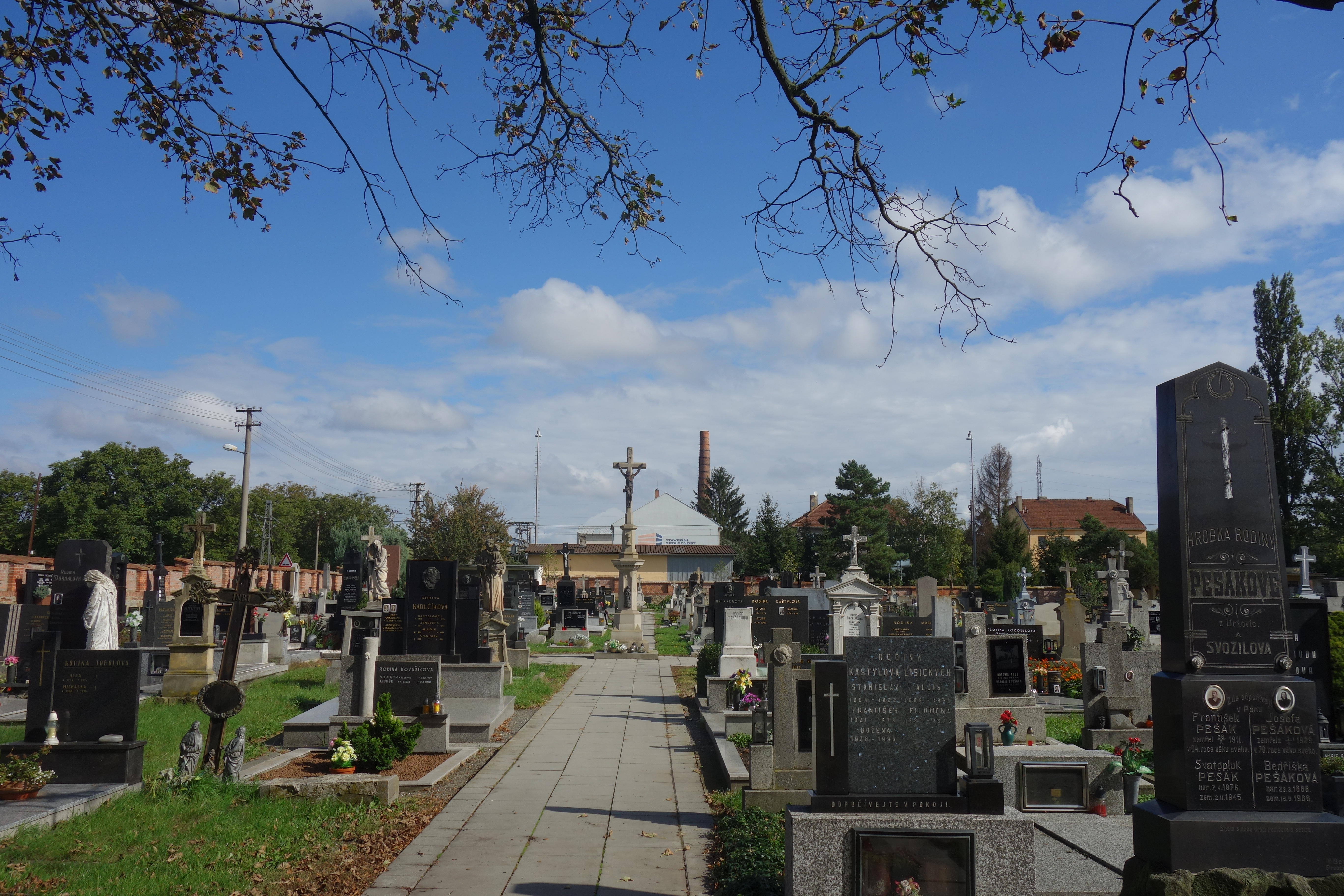
Obecní hřbitov
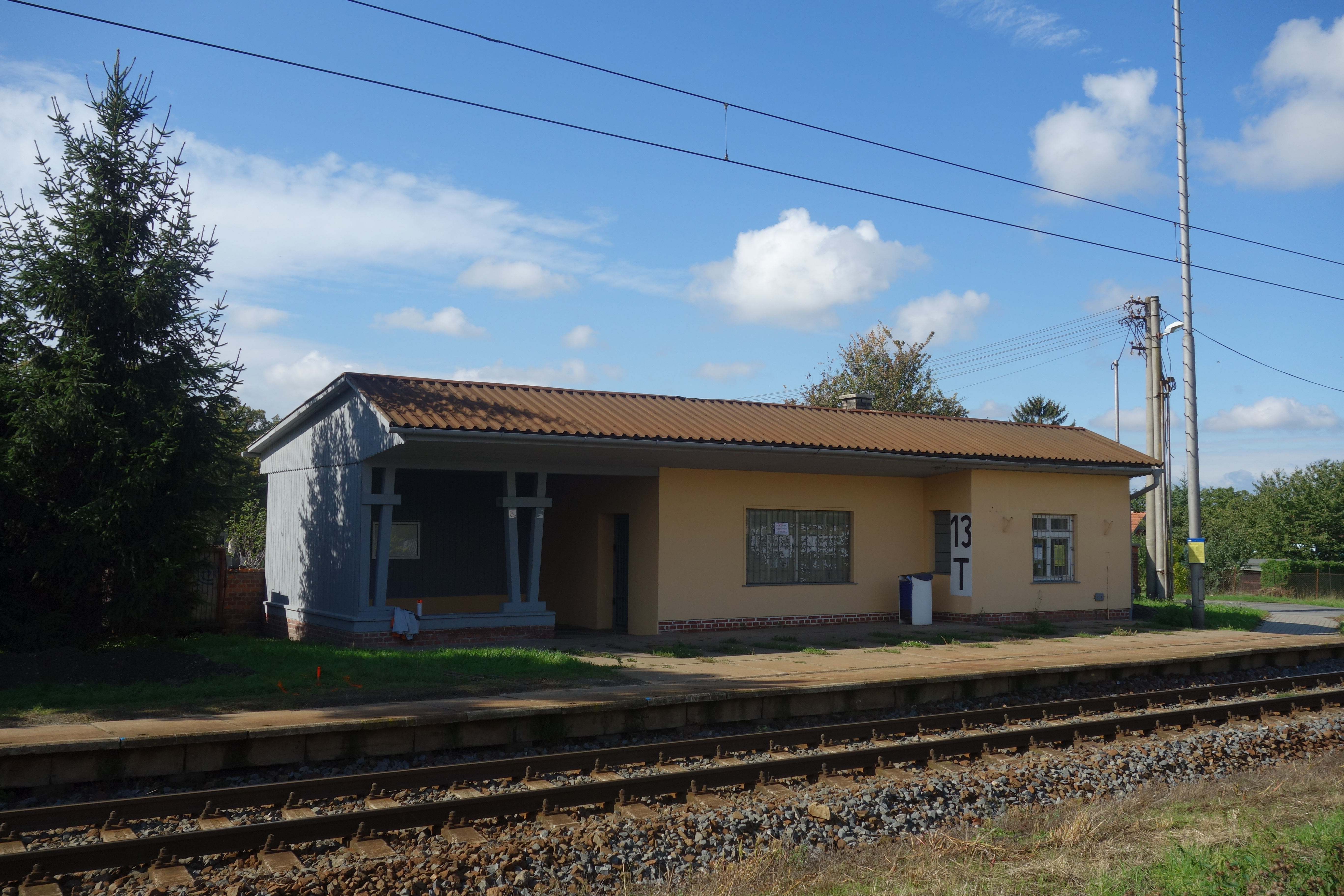
Železniční zastávka
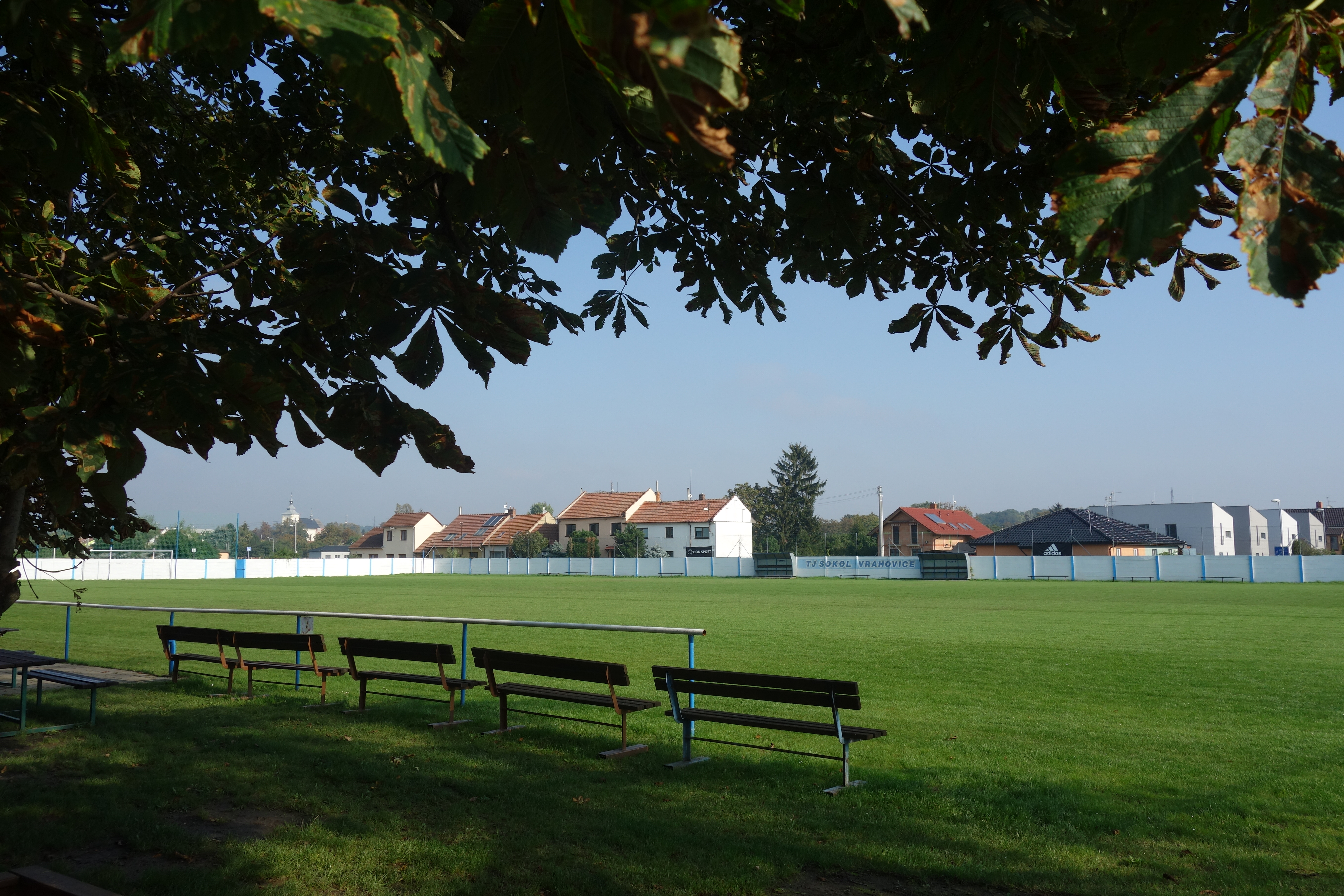
Fotbalové hřiště
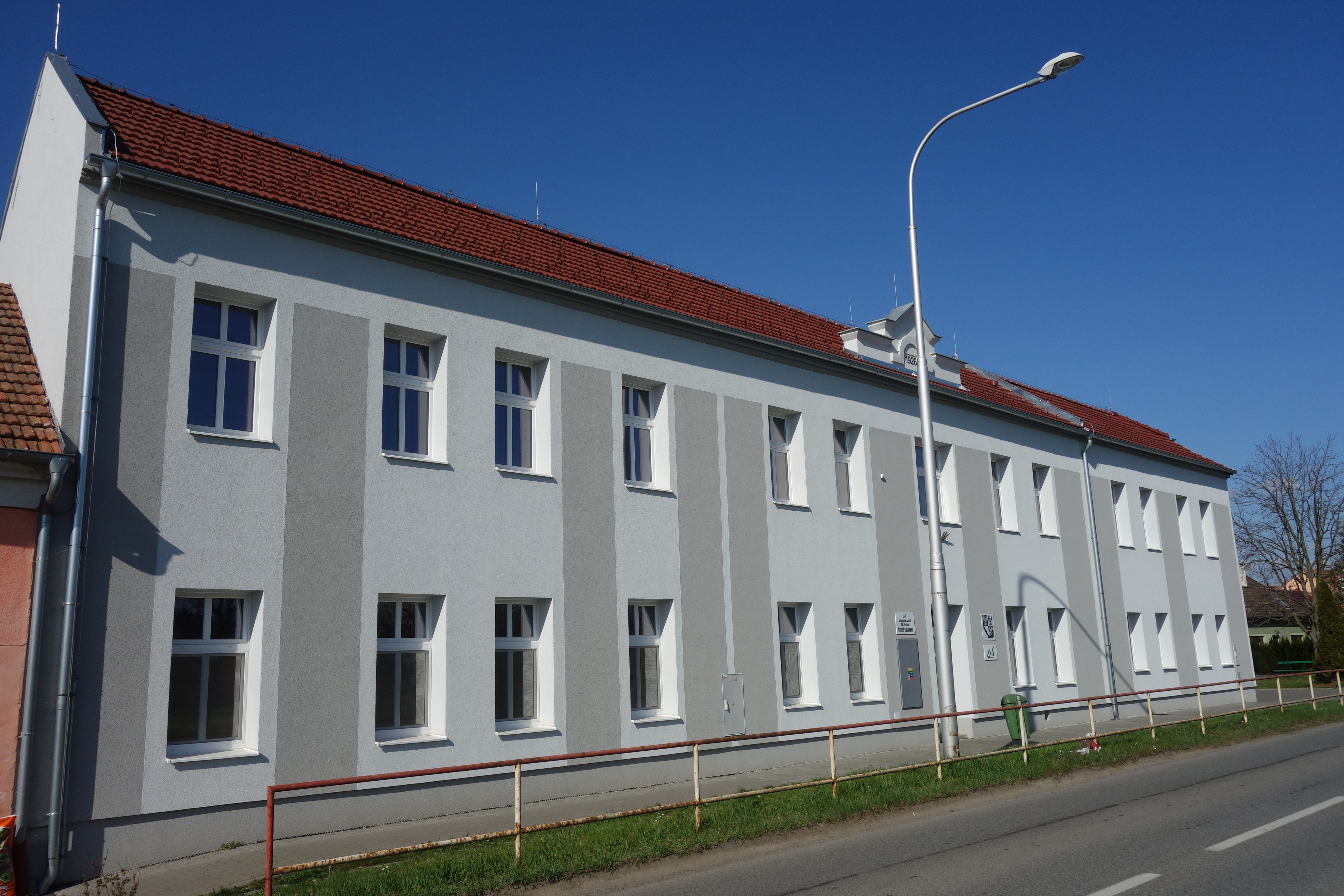
Bývalá radnice
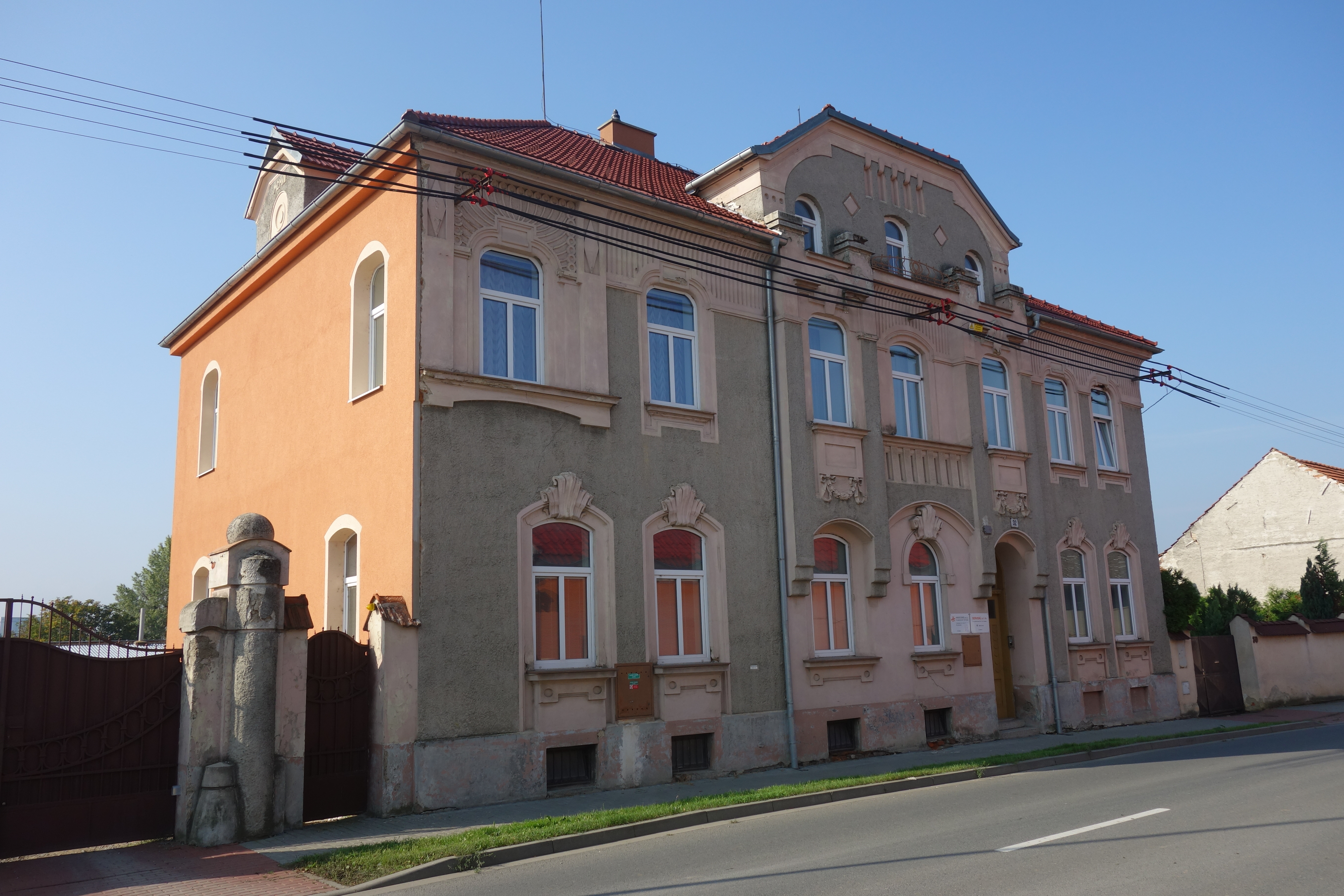
Dům nadučitele Kyselého
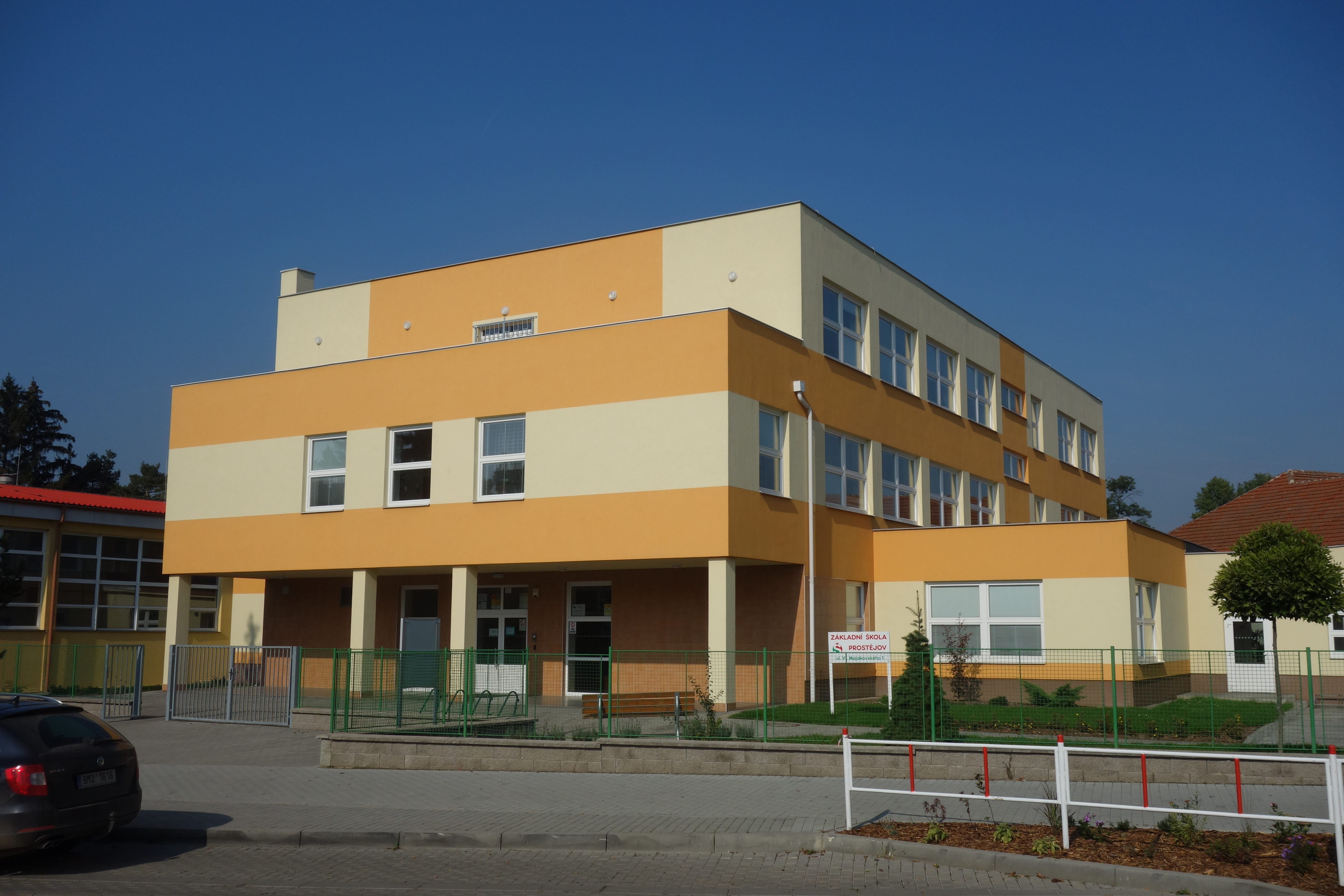
Jedna z budov základní školy
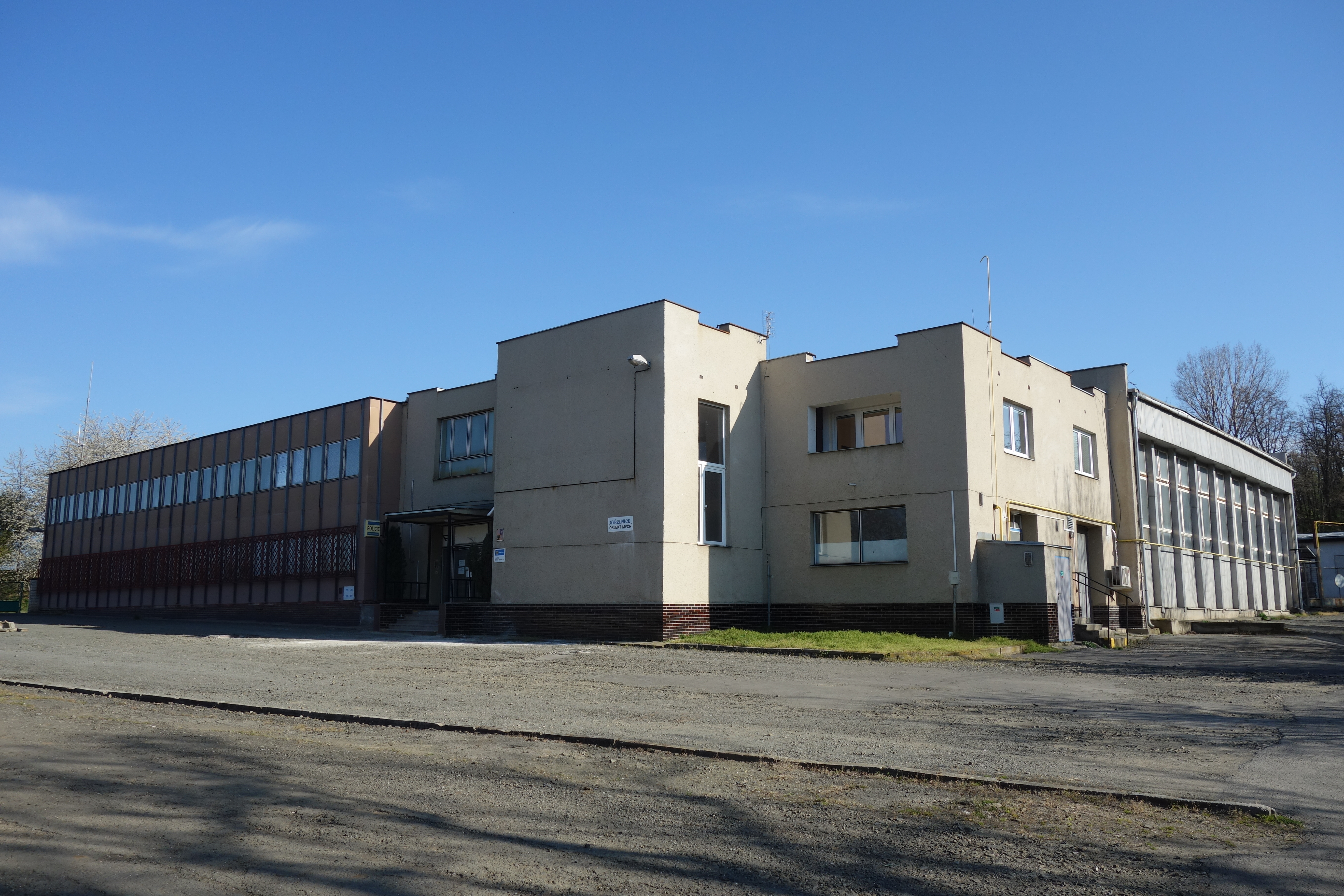
Bývalý Svazarm, dnes objekt MV ČR